# County Lines
County Lines ist ein Filmdrama von Henry Blake, das im November 2019 beim London Film Festival seine Premiere feierte und am 4. Dezember 2020 im Vereinigten Königreich via BFI Player und als Video-on-Demand von Curzon Home Cinema veröffentlicht wurde.

## Handlung
Der 14-jährige Tyler ist der Mann im Haus und kümmert sich aufopferungsvoll um seine kleine Schwester Aliyah. Ihre alleinerziehende Mutter Toni verdient das wenige Geld nachts als Reinigungskraft und muss hiernach ausschlafen, weshalb sie sie meist nur beim Frühstück sehen.
Nachdem ihn eines Abends der einige Jahre ältere Simon vor einer Gruppe halbstarker Jugendlicher in Schutz nimmt, wird dieser für Tyler zu einer Art großer Bruder. Simon kauft ihm ein Paar teure Turnschuhe, lädt ihn zum Essen ein und spricht mit ihm über seine Sorgen. Als Toni ihren Job verliert, wird Tyler von Simon daran erinnert, dass er als einziger Mann im Haus nun Verantwortung für seine Familie übernehmen muss. Um Geld zu verdienen, soll Tyler im Zug Drogen nach Canvey Island in Essex bringen.

## Produktion

### Stab und Besetzung

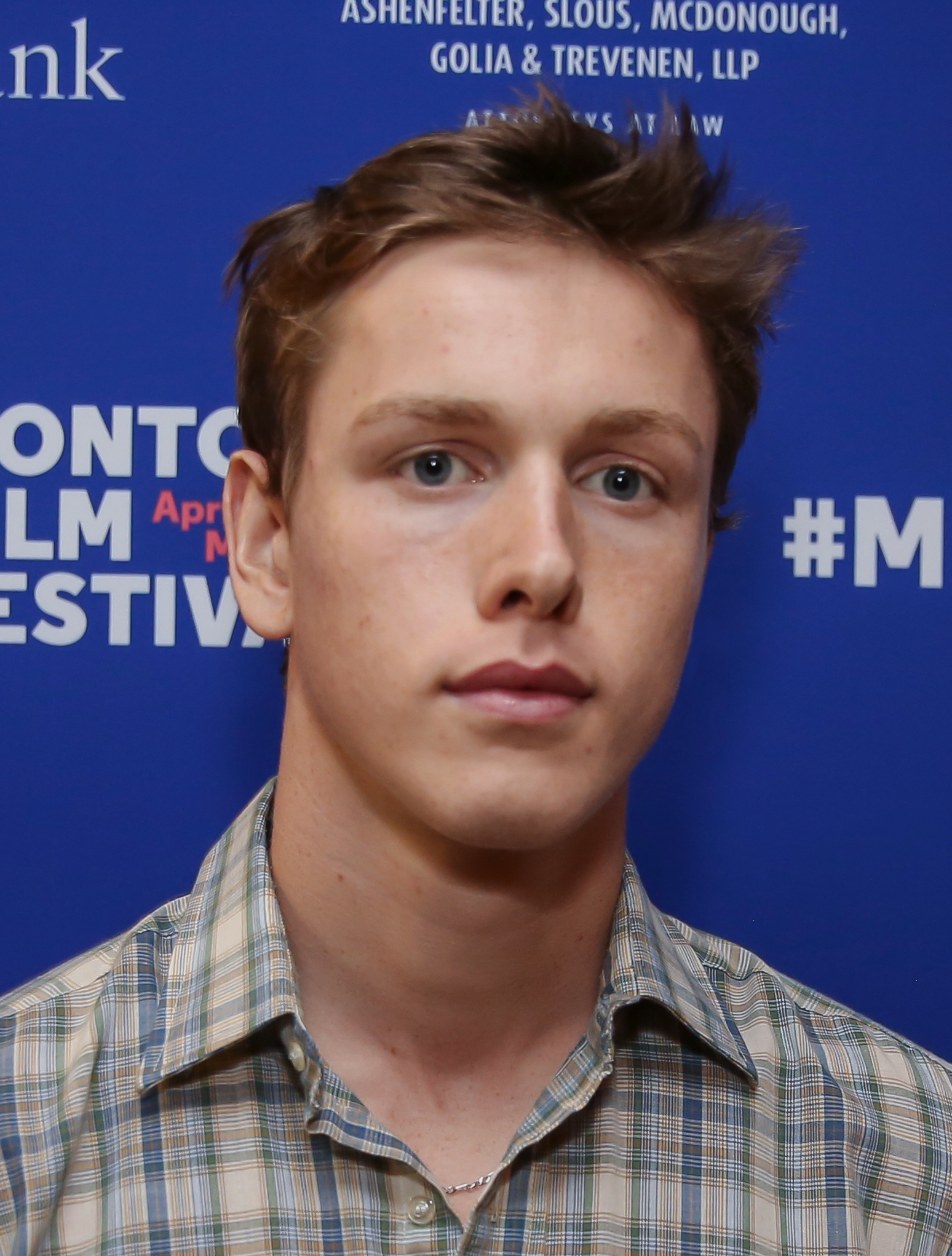
Harris Dickinson spielt im Film Simon

Regie führte Henry Blake, der auch das Drehbuch schrieb. Unter „County Lines“ versteht man die Verteilwege in einem hoch organisierten Drogennetzwerk, das über Mobiltelefone aufgebaut wird. Überwiegend werden in London Kinder zum Transport und Verkauf eingesetzt, von denen einige erst neun Jahre alt sind. Diese kommen meist aus sozial schwachen Verhältnissen und werden gezielt angeworben. Blake stützte sich bei seinem Film auf seine eigenen Erfahrungen. Er hatte zuvor 11 Jahre lang als Jugendarbeiter gearbeitet und kam 2015 bei seinem Einsatz in einer PRU in East London, einer Schülerempfehlungsstelle für Kinder, die vom Besuch der Regelschule ausgeschlossen sind, zum ersten Mal mit „County Lines“ in Berührung. In einer Statistik vor dem Abspann des Films heißt es, dass bis zu zehntausend Kinder im Alter von elf Jahren als Drogenhändler der „County Lines“ arbeiten.
Der Nachwuchsschauspieler Conrad Khan übernahm die Hauptrolle des 14-jährigen Tyler, Ashley Madekwe spielt seine Mutter Toni, Tabitha Milne-Price seine kleine Schwester Aliyah, Anthony Adjekum den in der Schulverwaltung tätigen Laurence, Carlyss Peers den Sozialarbeiter Bex und Marcus Rutherford Sadiq. Harris Dickinson übernahm die Rolle von Simon. Dieser konnte sich aus seinen Kindheitserfahrungen auf sein Alter Ego beziehen, wie der Schauspieler gestand, besonders weil es an seiner Schule Leute gab, die wie Simon waren.

### Filmmusik und Veröffentlichung
Die Filmmusik komponierte James Pickering. Das Soundtrack-Album mit insgesamt 14 Musikstücken wurde am 4. Dezember 2020 von Lakeshore Records als Download veröffentlicht.
Eine erste Vorstellung des Films erfolgte am 8. Oktober 2019 beim London Film Festival. Ab Anfang November 2020 wird er beim Cork International Film Festival gezeigt, kurz danach beim Tallinn Black Nights Film Festival. Ein im Frühjahr 2020 geplanter Kinostart musste aufgrund der Coronavirus-Pandemie abgesagt werden. Letztlich wurde der Film am 4. Dezember 2020 im Vereinigten Königreich via BFI Player und als Video-on-Demand von Curzon Home Cinema veröffentlicht. Im Dezember 2020 wurde er auch beim Les Arcs Film Festival vorgestellt.

## Rezeption

### Kritiken
Der Film wurde von 96 Prozent aller bei Rotten Tomatoes erfassten Kritiker positiv bewertet und erhielt 7,6 von möglichen 10 Punkten.
Cristóbal Soage vom Online-Filmmagazin Cineuropa erklärt in seiner Kritik, Henry Blake verzichte in seinem Film auf billige Sensationslust und manipulativen Schmaltz und habe alles mit Offenheit, Sensibilität und absolutem Respekt für seine Figuren inszeniert, was dem Zuschauer keine andere Wahl lasse, als sich voll und ganz auf die Geschichte und die Menschen einzulassen. Es sei praktisch unmöglich, Fehler in dieser Arbeit zu entdecken. Die Einstellungen erschienen äußerst realistisch, und Kameramann Sverre Sørdal nutze das schwache Licht in jeder einzelnen Szene für eine sanfte Beleuchtung, die eine bedrückende Atmosphäre schaffe. Auch den subtilen und cleveren Einsatz der Musik von James Pickering hebt Soage hervor, die dienlich sei, die Emotionen in den intensivsten Momenten des Films zu steigern. Es sei eine wahre Freude, das Talent eines neuen Filmemachers zu entdecken, dessen Arbeit Ehrlichkeit und Engagement 
ausstrahlt, und es sei leicht zu erkennen, in welcher Beziehung Blake zu der britischen 
sozial-realistischen Filmtradition eines Ken Loach steht. Trotzdem habe Blake seinen eigenen Blick auf die Dinge und eine ganz eigene Art, eine Geschichte zu erzählen, ohne andere Filme zu referenzieren.
Peter Bradshaw vom Guardian schreibt, County Lines folge nicht dem üblichen Schema eines Gangster-Thrillers. So könnte man zum Beispiel erwarten, Erklärungen für solche Entwicklungsprozesse vom Missbrauchten hin zum Missbrauchenden aufgezeigt zu bekommen oder dass der Film zeige, wie Tyler rücksichtsloser wird oder gar den Boss ablöst, doch Blake tue nichts dergleichen. Stattdessen zeigt er in County Lines viel Realeres und Banaleres, so dass es letztlich die Mutter ist, die das Chaos beseitigen, Tyler ins Krankenhaus bringen und die notwendigen Maßnahmen ergreifen muss, um ihren Sohn aus der problematischen Situation mit Simon zu befreien.

### Auszeichnungen
British Academy Film Awards 2021
- Nominierung als Beste Nebendarstellerin (Ashley Madekwe)[18]

British Independent Film Awards 2020
- Nominierung als Beste Nebendarstellerin (Ashley Madekwe)
- Nominierung als Bester Nebendarsteller (Harris Dickinson)
- Nominierung als Vielversprechendster Newcomer (Conrad Khan)
- Nominierung für den „The Douglas Hickox Award (Debut Director)“ (Henry Blake)[19]

London Critics’ Circle Film Awards 2021
- Nominierung für die Beste britische Nachwuchsregie (Henry Blake)
- Nominierung als Bester britischer Nachwuchsdarsteller (Conrad Khan)[20]